# ويليام فرينش سميث
ويليام فرينش سميث (بالإنجليزية: William French Smith)‏ هو محامي وضابط وسياسي أمريكي، ولد في 26 أغسطس 1917 في الولايات المتحدة، وتوفي في 29 أكتوبر 1990 في غلينديل في الولايات المتحدة بسبب سرطان. حزبياً، نشط في الحزب الجمهوري. وقد انتخب نائب عام الولايات المتحدة (23 يناير 1981 – 25 فبراير 1985).